# Интерференция в тонких плёнках
Интерфере́нция в то́нких плёнках — явление, которое возникает в результате разделения луча света при отражении от верхней и нижней границ тонкой плёнки. В результате возникают две световые волны, которые могут интерферировать. Тонкоплёночная интерференция объясняет цветовую палитру, видимую в свете, отражённом от мыльных пузырей и масляных плёнок на воде. Это явление также является основополагающим механизмом, используемым в объективах камер, зеркалах, оптических фильтрах и антибликовых покрытиях.

## Теория
Луч света длиной волны {\displaystyle \lambda }, распространяющийся в воздушной среде с показателем преломления {\displaystyle n_{1}=1}, при падении на поверхность плёнки с показателем преломления {\displaystyle n_{2}>n_{1}} разделится на два луча. Часть отражается на верхней поверхности, а часть преломляется. Преломлённый луч достигает нижней границы, затем отражается от неё и, снова преломившись, выходит в воздушную среду когерентным с первым лучом. В силу условия когерентности двух лучей, наблюдается интерференционная картина, которая определяется оптической разностью хода между интерферирующими лучами:
| {\displaystyle \Delta =L_{2}-L_{1}=n_{2}(OC+CB)-n_{1}(AO+{\frac {\lambda _{0}}{2}})}. | (1) |

{\displaystyle \ \mathrm {OC} =\mathrm {CB} ={\frac {d}{\cos(r)}}}
{\displaystyle \ \mathrm {AO} =\mathrm {OB} \sin(i)}
{\displaystyle \ \mathrm {OB} =2\cdot \mathrm {OK} =2\mathrm {d} \cdot \operatorname {tg(r)} }
Учитывая закон преломления (закон Снеллиуса):
{\displaystyle \ {\frac {\sin(i)}{\sin(r)}}={\frac {n_{2}}{n_{1}}}}
Получаем: {\displaystyle \ \sin(i)=n_{2}\cdot \sin(r)}
{\displaystyle \ \mathrm {AO} =\mathrm {OB} \cdot \sin(i)=2\mathrm {d} \cdot \operatorname {tg(r)} \cdot \sin(i)={\frac {2d\cdot n_{2}\cdot \sin ^{2}(r)}{\cos(r)}}} Подставляем в {\displaystyle \ (1)}
{\displaystyle \Delta =2d{\sqrt {n^{2}-\sin ^{2}i}}-{\frac {\lambda _{0}}{2}}}.
Два луча дадут максимум, если {\displaystyle \Delta =\pm m\lambda _{0}} и будет минимум, если {\displaystyle \Delta =\pm (2m+1){\frac {\lambda _{0}}{2}}}
Условие максимума интенсивности света при интерференции: {\displaystyle \ 2d{\sqrt {n^{2}-\sin ^{2}i}}-{\frac {\lambda _{0}}{2}}=m\lambda _{0};(m=0,1,2...)}
Условие минимума интенсивности света при интерференции: {\displaystyle \ 2d{\sqrt {n^{2}-\sin ^{2}i}}-{\frac {\lambda _{0}}{2}}=(2m+1){\frac {\lambda _{0}}{2}};(m=0,1,2...)}

## История
Тонкоплёночная интерференция является обычно наблюдаемым явлением в природе, которое встречается у разных растений и животных. Одно из первых известных исследований этого феномена было проведено Робертом Гуком в 1665 году. Гук постулировал, что радуга в павлиньих перьях была вызвана тонкими чередующимися слоями пластины и воздуха .
В 1816 году Френель дополнил волновую теорию света. Тем не менее, очень мало было объяснений радуги до 1870-х годов, когда Джеймс Максвелл и Генрих Герц помогли объяснить электромагнитную природу света.
После изобретения интерферометра Фабри — Перо в 1899 году механизмы тонкоплёночных помех можно было продемонстрировать в более широком масштабе.
Однако до начала XX века учёные объясняли радужный окрас у различных животных, например павлины и жуки-скарабеи, наличием красителей или пигментов, которые изменяют цвет при разных углах наблюдения.
В 1919 году лорд Рэлей предположил, что яркие, меняющиеся цвета были вызваны не красителями, а микроскопическими структурами, которые он назвал «структурными цветами» .
Первое производство тонкоплёночных покрытий произошло совершенно случайно. В 1817 году Йозеф Фраунгофер обнаружил, что потускнение стекла с азотной кислотой может уменьшить отражения на поверхности.
В 1819 году, наблюдая как слой спирта испаряется с листа стекла, Фраунгофер отметил, что цвета появились непосредственно перед тем, как жидкость полностью испарилась, и выяснилось, что любая тонкая плёнка из прозрачного материала будет создавать цвета.
Небольшое продвижение было сделано в технологии тонкоплёночного покрытия в 1936 году, когда Джон Стронг начал испарять флюорит, чтобы сделать антиотражающие покрытия на стекле.
В 1939 году Уолтер Х. Геффкен создал первые интерференционные фильтры с использованием диэлектрических покрытий.

## Применение
В коммерческих проектах тонкие плёнки используются в антибликовых покрытиях, зеркалах и оптических фильтрах. Они могут быть спроектированы для контроля количества света, отражённого или прошедшего на поверхности для определённой длины волны.
Эллипсометрия — это метод, который часто используется для измерения свойств тонких плёнок. Поляризованный свет отражается от поверхности плёнки и измеряется детектором. Затем проводится модельный анализ, в котором эта информация используется для определения толщины слоя плёнки и показателей преломления.
Двойная поляризационная интерферометрия является новым методом измерения показателя преломления и толщины тонких плёнок молекулярного масштаба.

## Галерея
- Яркая интерференционная картина наблюдается, когда свет отражается от верхней и нижней границ тонкой масляной пленки. Различные полосы образуются по мере уменьшения толщины плёнки от центральной точки стекания.
- Цвета в свете отражаются от мыльного пузыря
- Демонстрация разницы длины оптического пути для света, отражённого от верхней и нижней границ тонкой плёнки.
- Тонкоплёночные помехи, вызванные размораживанием покрытия ITO на окне кабины Airbus.
- Бензин на воде показывает образец ярких и тёмных полос при освещении лазерным светом 589 нм.
- Конструктивное фазовое взаимодействие
- Разрушительное фазовое взаимодействие
- Интерференция в тонких плёнках в мыльном пузыре. Цвет зависит от толщины плёнки.
- Падающий на мыльную плёнку свет в воздухе
- Свет, падающий на масляную плёнку на воде
- Свет, падающий на антибликовое покрытие на стекле
- Голубые пятна на крыльях бабочки Павлиний глаз обусловлены интерференцией в тонких плёнках.[1]
- Блеск цветов лютика обусловлен интерференцией в тонких плёнках.[2]
- Оптическое окно с антибликовым покрытием. Под углом 45° покрытие немного толще падающего света, в результате чего центральная длина волны смещается в сторону красного, и на фиолетовом конце спектра появляются отражения. При 0°, для которого было разработано это покрытие, отражения практически не наблюдается.
- Закалка цветов происходит при нагреве стали и на поверхности образуется тонкая плёнка оксида железа. Цвет указывает на температуру, которую достигла сталь, что сделало это одним из самых ранних практических применений интерференции в тонких плёнках.
- Радужные интерференционные цвета в масляной плёнке
- Интерференция на голубином зобе